# Dovecote von Ballybeg East
Der Dovecote von Ballybeg East gehörte zum Kloster Ballybeg im Townland Ballybeg East (irisch An Baile Beag Thoir) südlich von Buttevant im County Cork in Irland.
Das Kolumbarium ist in einem Rundturm untergebracht, der etwa 8,5 m hoch ist und innen einen Durchmesser von etwa 4,75 m hat, so dass die Wände etwa 1,12 m dick sind. Innen liegen elf Reihen von Nisthöhlen, wobei jede Reihe 32 Boxen hat. Darüber verjüngt sich der Raum innen kraggewölbeartig zu einer kleinen Öffnung, die den Einflug der Vögel erlaubt. Der Taubenschlag von Ballybeg gehört zu den schönsten Beispielen seiner Art.